# Gole di Agía Iríni
Le gole di Agía Iríni (in greco: Φαράγγι Αγίας Ειρήνης, e cioè Canyon di Santa Irene) sono un canyon dell'isola di Creta, Grecia.

## Caratteristiche

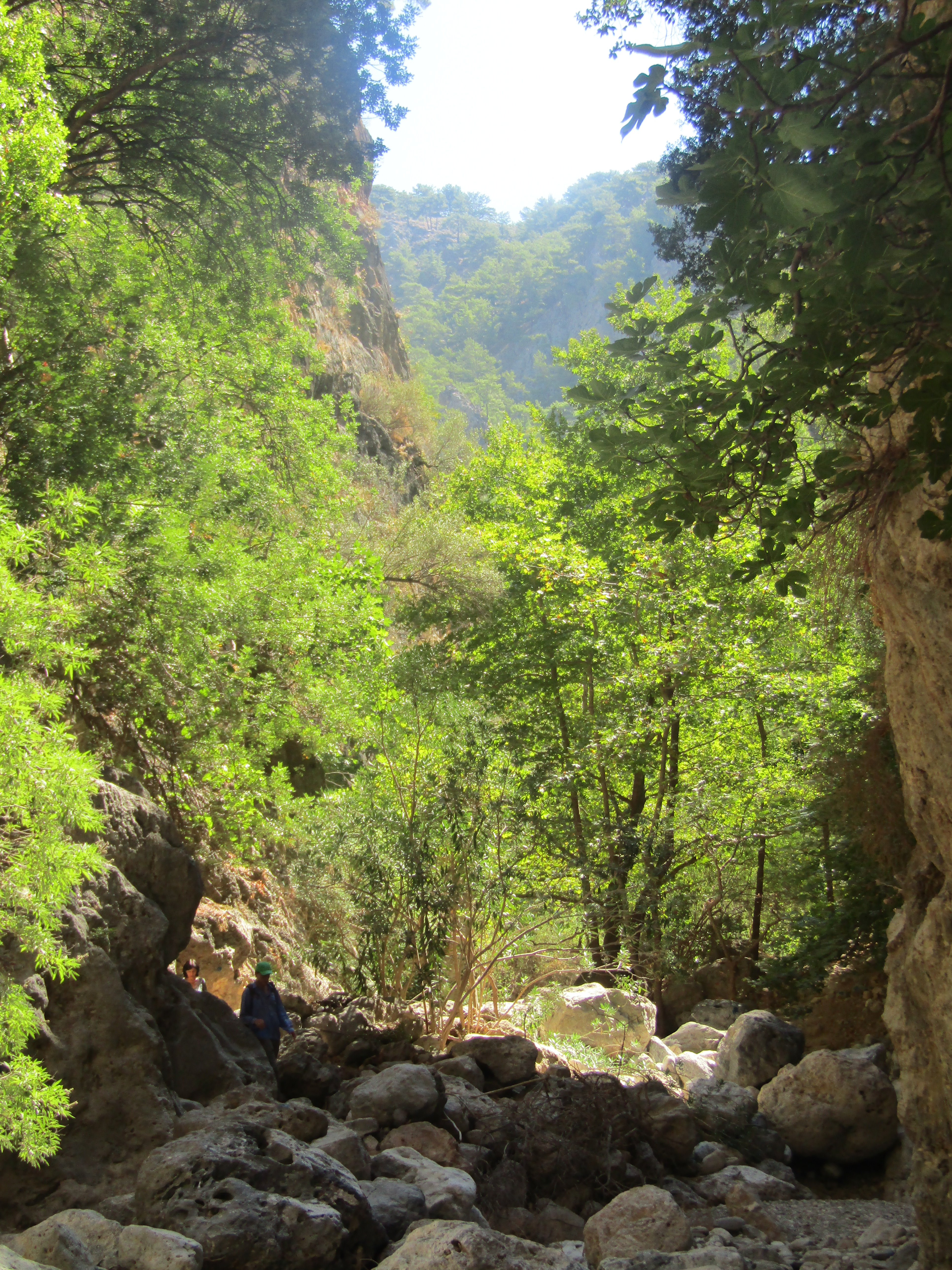
Il fondo della gola

Le gole sono collocate nella parte sud-occidentale di Creta, nella zona dei Lefka Ori. A monte la gola inizia presso il villaggio di Agia Eirini e termina non lontano dal villaggio di Sougia, situato sulla costa meridionale di Creta. La lunghezza del canyon è di 7,5 chilometri (4,7 mi) e la sua profondità è di 45–500 metri (148–1 640 ft). Le gole si trovano in un'area densamente boscata caratterizzata da ripide rupi rocciose. Nel 1866, mille donne e bambini utilizzarono queste gole per sfuggire alle truppe ottomane.

## Accesso

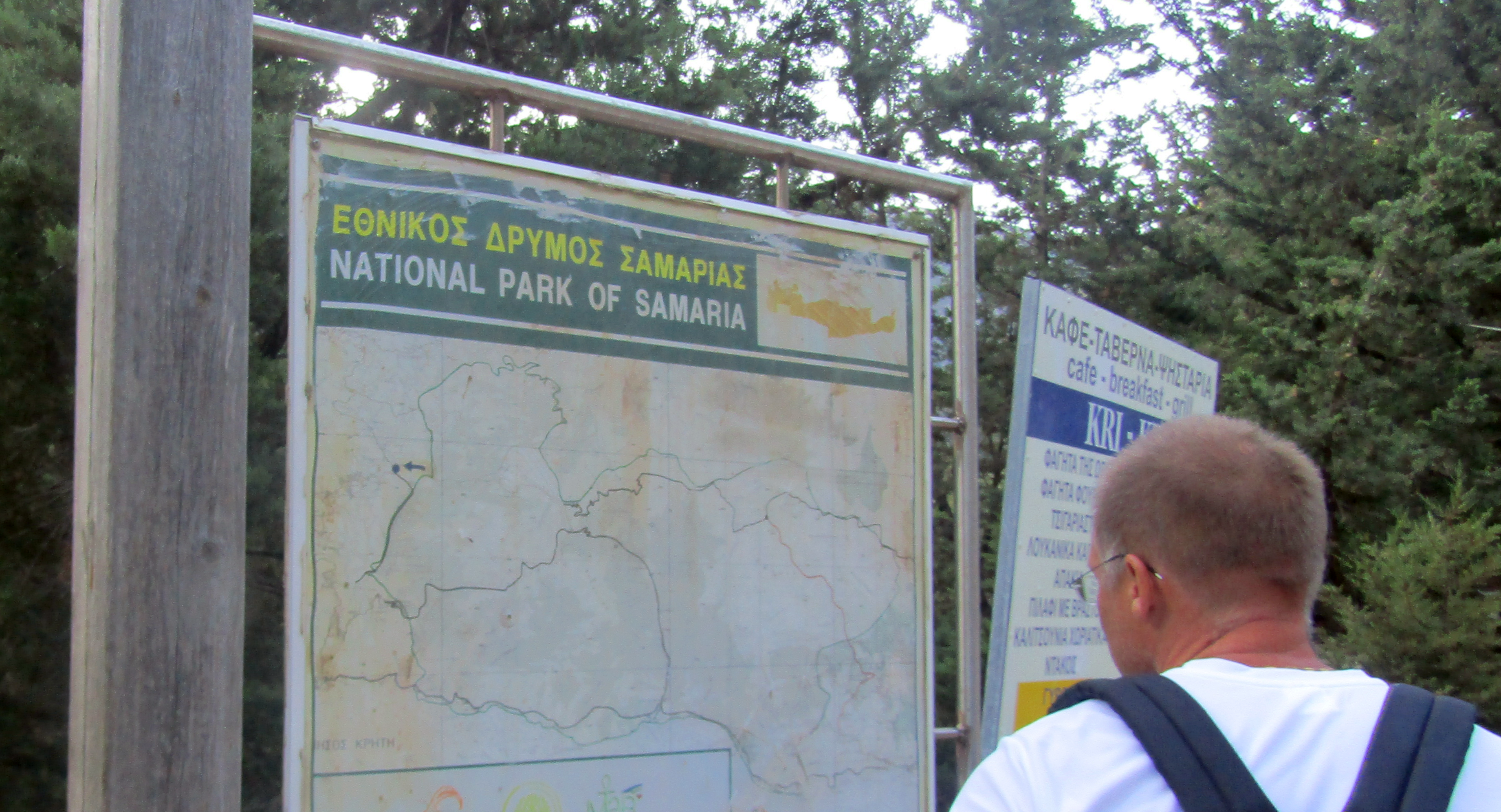
Bacheca informativa del parco nazionale

Le gole possono essere percorse a piedi in circa due ore di cammino. In genere i visitatori partono dal villaggio di Agía Iríni, situato a monte del canyon, e scendono poi verso Sugìa.